# Мінерал II
Мінерал II (рос. минерал II; англ. mineral II; нім. Mineral II n) — водний оксид манґану і кобальту. Хімічна формула: (Mn, Co)2O3•CoO•3H2O, в якому Mn: Co = 2 : 3. Знайдений у вигляді порошкуватих виділень чорного кольору у тріщинках малахіту з родов. Блек (Катанга, Конго-Кіншаса), L. de Leenheer, 1936.